# (1412) Lagrula
(1412) Lagrula es un asteroide que forma parte del cinturón de asteroides y fue descubierto por Louis Boyer el 19 de enero de 1937 desde el observatorio de Argel-Bouzaréah, Argelia.

## Designación y nombre
Lagrula se designó al principio como 1937 BA.
Más tarde, fue nombrado en honor del astrónomo francés Joanny-Philippe Lagrula (1870-1941).

## Características orbitales
Lagrula está situado a una distancia media de 2,215 ua del Sol, pudiendo acercarse hasta 1,966 ua. Tiene una inclinación orbital de 4,717° y una excentricidad de 0,1123. Emplea en completar una órbita alrededor del Sol 1204 días.